# Умершие в июле 2010 года
Это список известных людей, соответствующих установленным критериям значимости (см. Википедия:Критерии значимости персоналий), умерших в июле 2010 года.
Причина смерти указывается лишь в исключительных случаях (убийство, самоубийство, гибель в результате военных действий, смертная казнь, ДТП или несчастные случаи). В остальных случаях — не указывается.

## Список

### 2 июля
- Бейнбридж, Берил (75) — британская писательница[1].
- Понс, Феликс (67) — испанский политик, председатель Конгресса Испании (1986—1996)[2].
- Терзиефф, Лоран (75) — французский актёр[3].
- Бейба, Махфуд Али (57?) — премьер-министр Западной Сахары (1982—1985, 1988—1993, 1995—1999)[4].
- Хохлов, Юрий Николаевич (88) — музыковед, основатель Русского шубертовского общества. [www.forumklassika.ru/showthread.php?t=62924]

### 3 июля
- Савченко, Сергей Викторович (43) — советский и молдавский футболист, полузащитник.
- Уда, Мухаммад, также известный как Абу Дауд (73) — организатор теракта на Мюнхенской олимпиаде в 1972 году.[5]
- Хуммельт, Гюнтер (78) — австрийский спортивный функционер, президент Международной федерации кёрлинга (1990—2000)[6].
- Эрхардт, Херберт (79) — западногерманский футболист, чемпион мира 1954 года[7].

### 4 июля
- Гусев, Павел Иванович (92) — народный художник РСФСР, скульптор, заслуженный деятель искусств РСФСР. Почётный гражданин Нижнего Новгорода[8].
- Савченко, Сергей (43) — молдавский футболист, игравший в футбольных клубах ЦСКА и Нистру; выпал с девятого этажа многоэтажки[9].
- Хусейн Фадлала (74) — шиитский шейх, основатель движения Хезболла[10].

### 5 июля
- Андрей (Горак) (64) — — епископ неканонической Украинской православной церкви Киевского Патриархата.
- Крепс, Хуанита (89) — министр торговли США (1977—1979)[11].
- Макаренко, Иван Кириллович (78) — профессор кафедры национальной безопасности РАГС, генерал-полковник в отставке[12].
- Перевалов, Виктор Порфирьевич (61) — актёр (Республика ШКИД)
- Проберт, Боб (45) — хоккеист НХЛ, тафгай[13].
- Раткявичюс, Стасис (93) — литовский советский театральный режиссёр, актёр, основатель и художественный руководитель, главный режиссёр Каунасского театра кукол[14]
- Скопенко, Виктор Васильевич (74) — ректор Киевского национального университета имени Тараса Шевченко (1985—2008), Герой Украины (1999)[15].
- Сьепи, Чезаре (87) — итальянский оперный певец (бас)[16].
- Фэншоу, Дэвид Артур (69) — британский композитор, работавший в области слияния традиционной и современной музыки.
- Хасан, Ахмад Али (93 или 94) — сирийский поэт[17].
- Чумаков, Вячеслав Вячеславович (74) — заслуженный тренер России по баскетболу, вице-президент РФБ[18].

### 6 июля
- Мисько, Игорь Владимирович (23) — российский хоккеист, нападающий санкт-петербургского СКА; потеря сознания за рулём, приведшая к автокатастрофе[19].
- Павленко, Алексей Михайлович (28) — гвардии капитан Российской армии; погиб на учениях, спасая жизнь солдата-срочника[20].
- Фукуа, Харви (80) — американский блюзовый певец и продюсер[21].

### 7 июля
- Марцинкявичюте, Валерия (83) — литовская театральная актриса[22]
- Успенский, Андрей Николаевич (42) — председатель Среднерусского банка, представительской структуры Сбербанка России; ДТП[23].
- Янсен, Робби (60) — южноафриканский джазовый музыкант[24].

### 8 июля
- Герасимов, Евгений Васильевич (71) — советский игрок в хоккей с мячом и тренер. Заслуженный мастер спорта СССР.
- Зайцев, Михаил Алексеевич (72) — председатель Государственного Собрания — Курултая Республики Башкортостан (1995—1999)[25].
- Квернадзе, Бидзина (81) — грузинский композитор[26].
- Мухсиынов, Орынбек (57) — консул Казахстана в Омске[27].
- Сергей Новиков (65) — советский и российский астроном.
- Фрайтаг, Роберт (94) — австрийский актёр и режиссёр[28].
- Щеглов, Сергей (34) — российский актёр и телеведущий; инфаркт.

### 9 июля
- Антонов, Алексей Константинович (98) — Герой Социалистического Труда, заместитель председателя Совета Министров СССР (1980—1988), министр электротехнической промышленности СССР (1965—1980)[29].
- Бажанов, Николай Николаевич (86) — советский и российский хирург-стоматолог.
- Виленский, Олег Григорьевич (79) — психиатр, доктор медицинских наук.
- Закорецкая, Валентина Николаевна (63) — советская спортсменка-парашютистка, рекордсмен Книги рекордов Гиннесса; острая сердечная недостаточность[30].
- Милворд, Боб (58) — британский журналист, главный футбольный журналист Associated Press; сердечный приступ[31].

### 10 июля
- Александров, Кирилл Сергеевич (79) — советский и российский физик, специалист в области кристаллографии и кристаллофизики, академик РАН[32].
- Балеев, Павел Кононович (87) — советский передовик сельского хозяйства. Герой Социалистического Труда.
- Баррингтон, Линкольн (Sugar Minott) (54) — ямайский музыкант, исполнитель регги[33].
- Хасбулатов, Магомедрасул Исмаилович (59) — председатель Унцукульского районного суда Республики Дагестан; убит[34].
- Спиллейн, Роберт (45) — американский актёр, сын известного гангстера Микки Спиллейна; несчастный случай[35].

### 11 июля
- Верещагин, Виктор Анатольевич (21) — российский боксёр[36].
- Каллаи, Ференц (85) — венгерский актёр[37].
- Терещенко, Михаил Никитович (87) — начальник штаба — первый заместитель главнокомандующего войсками Западного стратегического направления (1984—1988), генерал-полковник в отставке[38].
- Штриттих, Рудольф (88) — австрийский футболист и тренер, главный тренер сборной Дании (1970—1975)[39].

### 12 июля
- Бениш, Гюнтер (88) — немецкий архитектор[40].

### 13 июля
- Выгодская, Гита Львовна (85) — российский дефектолог, дочь Л. С. Выготского[41].
- Павловец, Геннадий Андреевич (70) — учёный в области аэродинамики, доктор технических наук.
- Хьюм, Алан (88) — британский оператор[42].

### 14 июля
- Гёрлих, Гюнтер (82) — немецкий (восточногерманский) писатель. Председатель Берлинского отделения Союза писателей ГДР, дважды лауреат Национальной премии ГДР[43].
- Маноле, Мадалина (43) — румынская поп-певица; самоубийство[44].
- Маккеррас, Чарльз (84) — австралийский дирижёр[45].
- Оганесян, Оганес Варданович (77) — российский хирург, академик РАМН[46].
- Черниченко, Юрий Дмитриевич (80) — русский писатель, прозаик, очеркист, общественный и политический деятель[47].

### 15 июля
- Daisuke Oshida (32) — бывший вокалист j-rock группы kagerou и бывший вокалист группы the studs, вокалист сольного проекта Daisuke to kuro no Injatachi. причина смерти неизвестна
- Васильченко, Константин Константинович (84) — советский авиаконструктор.
- Сорокин, Михаил Иванович (92) — Герой Советского Союза.

### 16 июля
- Березин, Владимир Фёдорович (70) — вице-адмирал, Первый Секретарь ЦК КПСС (март-июль 2010); тепловой удар. [17marta.forum24.ru/?1-2-0-00000050-000-0-1-1279378569]
- Болошев, Александр Александрович (63) — советский баскетболист, олимпийский чемпион 1972 года; инсульт[48].
- Гэммон, Джеймс (70) — американский актёр; рак надпочечников и печени[49].
- Дерягин, Александр Васильевич (69) — глава администрации Калужской области (1991—1996)[50].
- Лаврентьев, Михаил Михайлович (77) — российский математик, академик РАН[51].

### 17 июля
- Жиродо, Бернар (63) — французский актёр; рак почки[52].
- Тимофеев, Дмитрий Андреевич (81) — известный советский и российский геоморфолог, доктор географических наук. Заведующий лабораторией геоморфологии Института географии РАН.
- Траугот, Георгий Валерьевич (45) — российский актёр[53].
- Файнберг, Юрий Вульфович (73) — советский белорусский шашист.

### 18 июля
- Милин, Песах (80) — израильский поэт[54].

### 19 июля
- Абакумов, Михаил Георгиевич (62) — российский живописец, член-корреспондент Российской академии художеств[55].
- Добролюбов, Игорь Михайлович (76) — режиссёр, актёр, сценарист. Народный артист Белорусской ССР (1985)[56].
- Стивен Шнейдер (65) — американский климатолог, сердечный приступ[57].
- Дэвид Уоррен (85) — австралийский учёный, наиболее известный как создатель аварийного бортового самописца («чёрного ящика»).

### 20 июля
- Грёндаль, Бенедикт Сигурдссон (86) — премьер-министр Исландии (1979—1980)[58].
- Изюмов, Юрий Александрович (77) — российский учёный-физик, академик РАН[59].
- Мищенко, Евгений Фролович (88) — российский математик, академик РАН[60].
- Орлов, Владимир Иванович (67) — российский гинеколог, директор (1983—2009) Ростовского научно-исследовательского института акушерства и педиатрии (РНИИАП); заболевание сердца[61].
- Скрипко, Виталий Романович (87) — советский и российский юрист.
- Тодорашко, Евгения Фёдоровна (73) — советская и молдавская актриса театра и кино, народная артистка Республики Молдова[62].

### 21 июля
- Габриелян, Эмиль Самсонович (79) — академик НАН Армении, министр здравоохранения Армянской ССР (1975—1989)[63]. Архивная копия от 11 декабря 2015 на Wayback Machine
- Корвалан, Луис (93) — чилийский политик, Генеральный секретарь Коммунистической партии Чили (1958—1989)[64].
- Соколов, Ярослав Вячеславович (73) — заведующий кафедрой статистики учёта и аудита Петербургского государственного университета, заслуженный деятель науки РФ.[65]
- Сомов, Юрий Александрович (74) — заслуженный тренер СССР по водному поло[66].

### 22 июля
- Баракчи, Петре (80) — молдавский актёр, председатель Союза театральных деятелей Молдавии (1978—2005)[67]..

### 23 июля
- Шорр, Дэниель (93) — американский теле и радио журналист, взявший в 1957 году интервью у Никиты Хрущёва[68]..

### 24 июля
- Таланкин, Игорь Васильевич (82) — советский и российский режиссёр, сценарист, народный артист СССР[69].
- Хиггинс, Алекс (61) — североирландский профессиональный игрок в снукер. Победитель чемпионатов мира 1972 и 1982 гг.[70]

### 25 июля
- Алмейда-и-Кошта, Вашку (77) — премьер-министр Португалии (1976), губернатор Макао (1981—1986)[71].
- Кайдалов, Алексей Борисович (70) — российский физик-теоретик, член-корреспондент РАН[72].

### 26 июля
- Евтихиев, Николай Николаевич (87) — советский и российский учёный в области научного приборостроения, действительный член Академии наук СССР (1987)[73].

### 27 июля
- Чайкин, Мори (61) — американский актёр[74].

### 28 июля
- Андерсон, Томас (71) — австралийский яхтсмен.
- Валиев, Камиль Ахметович (79) — советский и российский физик, академик РАН[75].
- Давтян, Араксия Ашотовна (60) — армянская оперная певица, заслуженная артистка России[76].
- Кузнецов, Исай Константинович (93) — российский драматург, сценарист, писатель, театральный актёр[77].
- Мона, Иштван (69) — венгерский пятиборец, чемпион Олимпийских игр 1968 (Мехико) в командном зачёте[78].
- Райт, Лоренцен (34) — американский баскетболист[79].
- Данилоски, Антонио (20) — профессиональный немецкий киберспортсмен, также известный как «cyx»;28 июля 2010 года погиб в автомобильной катастрофе, возвращаясь из аэропорта Франкфурта-на-Майне.

### 30 июля
- Матчанов, Назар Маткаримович (77) — советский государственный и партийный деятель.
- Мозговой, Николай Петрович (62) — украинский композитор, народный артист Украины[80].

### 31 июля
- Бендерский, Владислав Михайлович (52) — российский актёр; сердечный приступ[81].
- Ерёменко, Елена Алексеевна (52) — украинская актриса;
- Манкевич, Том (68) — американский сценарист; рак[82].
- Дельяча, Педро (84) — аргентинский футболист и тренер. Бывший капитан сборной Аргентины[83].
- Кирилин, Валерий Васильевич (70) — заместитель главнокомандующего по военно-учебным заведениям — начальник военно-учебных заведений РВСН (1991—1992), генерал-лейтенант в отставке[84].
- Мишин, Василий Иванович (85) — советский философ и социолог.
- Чекки Д'Амико, Сузо (96) — киносценарист, одна из видных деятельниц итальянского кинематографа XX века[85].
- Александр Якимчук (86) — Герой Советского Союза.